# Arum hainesii
Arum hainesii là một loài thực vật có hoa trong họ Ráy (Araceae). Loài này được Riedl mô tả khoa học đầu tiên năm 1981.